# 格雷姆·莫里遜
格雷姆·莫里遜（英語：Graeme Morrison；1982年10月17日—）是一位已經退役的蘇格蘭橄欖球運動員。他是蘇格蘭國家橄欖球隊的一員，代表蘇格蘭參加了2011年世界盃橄欖球賽。